# François Fillon
François Fillon, född 4 mars 1954 i Le Mans i Sarthe, är en fransk politiker (UMP) som var Frankrikes premiärminister mellan den 17 maj 2007 och den 15 maj 2012. Tidigare har han varit minister med olika portföljer mellan 2002 och 2005. Mellan 2005 och 2007 var han också medlem av den franska senaten. 
Fillon var Republikanernas presidentkandidat inför presidentvalet 2017.

## Biografi

### Ursprung
François Fillon föddes den 4 mars 1954 i Le Mans i departementet Sarthe som son till historikern Anne Soulet (kusin till Dominique de Villepin) och Michel Fillon, notarie från Vendée.
Fillon växte upp med tre bröder i den lilla staden Cérans-Foulletourte, där han gick i skola fram till tolvårsåldern, varefter han gick collège i Parigné-le-Pôlin och gymnasium i Le Mans. År 1972 tog han en kandidatexamen i filosofi, varefter han studerade vid Université du Maine under Christian Philip. Han tog en magisterexamen i juridik 1976 och året efter ett diplôme d'étude approfondie (DEA) vid Université René Descartes i Paris och en DEA i statsvetenskap vid Fondation nationale des sciences politiques.
Han planerade under en tid att bli journalist och arbetade tre år för AFP, men övergick relativt snart till en politisk karriär.
Fillon gifte sig den 28 juni 1980 med Penelope Kathryn Clarke, de har fem barn: Marie, Charles, Antoine, Édouard och Arnaud.

### Politisk karriär

#### De första åren
- 1976 - 1977: assistent till Joël Le Theule, invald från departementet Sarthe.
- 1977 - 1978: chefsassistent för Le Theule, då transportminister
- 1980: chefsassistent för Le Theule, då försvarsminister
- 1981: chef för avdelningen för lagstiftande och parlamentariskt arbete under André Giraud, då industriminister

#### Partipolitiska uppdrag
- 1997 valdes Fillon till partisekreterare för RPR
- 1998 valdes han till talesman för RPR:s exekutivråd
- 2002 var han med om att bilda UMP och författade boken "Vår vision för Frankrike".

#### Minister
- April 1993 - 1995, Forsknings- och högskoleminister i premiärminister Edouard Balladurs ministär
- Maj - November 1995, Post- och informationsminister i Edouard Balladurs ministär
- Maj 2002 - Mars 2004, Arbets- och socialminister i Dominique de Villepins ministär
- Mars 2004 - Juni 2005, Utbildnings-, forsknings- och högskoleminister i Dominique de Villepins ministär
- 17 maj 2007 - 15 maj 2012 Utsedd till premiärminister av president Nicolas Sarkozy

#### Kampanjen till presidentvalet 2017
25 januari 2017 skriver den franska tidningen Le Canard Enchaîné en artikel när Penelope Fillon, François Fillons fru, anklagas av ha fått ett fiktivt arbete som parlamentarisk assistent när François Fillon var en Assemblée nationale-ledamot, medan Penelope Fillon offentligt har presenterat sig som hemmafru och att hon aldrig deltog i det parlamentariska arbetet. Hon är också anklagats för att ha fått 100 000 € (ca. 1M kr) för författande och publicering av två literaturrecensioner i La Revue des Deux Mondes. François Fillon försvarar sig och sin fru. Han säger att det var lagligt att anställa sin fru och fördomer en politisk konspiration mot sin person.
Detta blivande politiska och juridiska fall har utlöst en stark rörelse bland väljarna och andra kandidater. Slogan "Rends l'argent !" (Ge pengarna tillbaka!) utvecklas kring hans kandidatur och skriks på varje offentliga kampanjmören. Fillons kandidatur fick många kritiker, även från hans eget parti Republikanerna, som bedömde att kandidaten hade förlorat sin legitimitet. Flera av hans partikollegor föreslog att François Fillon drog sig bort från presidentvalet till förmån för andra republikanska politiker, t. ex. Alain Juppé eller Nicolas Sarkozy, f. d. president 2007-2012. Andra partikollegor stod upp till Fillons försvar och ställde upp med honom på en stödhändelse 5 mars 2017 på Trocadéro i Paris.
I det franska samhället lever fallet som en politisk skandal och många politiska experter och redaktörer håller med om att säga att det som blev kallat "Penelopegate" massivt bidrog till Fillons misslyckande i valet. Han slutade i valet på tredje plats med 20,01% av rösterna.
29 juni 2020 förklarade en fransk domstol Fillon, hans hustru Penelope och tidigare assistent Marc Joulaud, skyldiga till bland annat missbruk av offentliga medel. Fillon dömdes till fem års fängelse och 375 000 Euro i böter, och förbjuds att kandidera till politiska poster under tio år. De tre ska också gemensamt betala drygt en miljon euro till Frankrikes nationalförsamling.